# 臺灣志略 (尹士俍)
臺灣志略是曾在臺任官多年的尹士俍所著之史書，共三卷，為乾隆年間成書的《重修臺灣府志》（1745年）重要的典據之一，然該書在乾隆十七年（1752年）《重修臺灣縣志·藝文志》記載已是散佚過半，之後的志書中也記載該書已經散佚。
然而近年（2003年左右）學者李祖基（廈門大學教授）在中國國家圖書館找到了該書乾隆三年（1738年）的刊本，李祖基更予以點閱校訂，於2003年出版；許毓良則予以抄錄回臺。

## 版本
- 原刊本（1738年）
- 點校本：尹士俍《台湾志略》，乾隆三年（1738年）。李祖基点校，北京，九州出版社，2003年。
- 合校本：行政院文建會、遠流出版社，底本為李祖基點校本，另以學者鄭喜夫從各方志輯錄之文為輔參校[2]。